# Илларионовское
Илларионовское — деревня на севере Бежаницкого района Псковской области. Входит в состав сельского поселения муниципальное образование «Добрывичская волость».
Расположена на правом берегу реки Уда, в 40 км к северу от райцентра Бежаницы; к западу от деревни Железно и в 2 км к северо-востоку от волостного центра Добрывичи.
Численность населения деревни по состоянию на 2000 год составляла 16 человек.